# Регенератор (фільм)
«Регенератор» (англ. Final Equinox) — американський фантастичний бойовик 1995 року.

## Сюжет
Недалеке майбутнє. З секретної лабораторії викрадений регенератор — загадковий пристрій, залишений на Землі прибульцями з космосу і призначений для трансформації мертвої матерії в органічну масу. У руках боса мафії Тормана регенератор стає страшною зброєю, здатною знищити земну цивілізацію. Поліцейському Лугару Стару, в голову якого імплантований мікрочип стеження, доручено за будь-яку ціну запобігти катастрофі.

## У ролях
- Джо Лара — Лугар
- Девід Ворнер — Шилов
- Робін Джоі Браун — Пайпер
- Деррік Коста — божевільний доктор
- Роуді Джексон — Ніл
- Гарі Каспер — Алон
- Вінсент Клін — Лекс
- Мартін Коув — Торман
- Брюс Меркурі — людина Тормана 1
- Вольф Музер — командувач Дрег
- Рон Роббінс — Фремонт
- Тіна Мей Сімпсон — Сандра
- Ендрю Калдер — бандит (в титрах не вказаний)